# Liste der Biografien/Fof
Liste der Biografien |
Portal Biografien |
Personensuche
# |
A |
B |
C |
D |
E |
F |
G |
H |
I |
J |
K |
L |
M |
N |
O |
P |
Q |
R |
S |
T |
U |
V |
W |
X |
Y |
Z |
?
 
Fa |
Fe |
Ff |
Fh |
Fi |
Fj |
Fk |
Fl |
Fm |
Fn |
Fo |
Fr |
Ft |
Fu |
Fy
 
Foa |
Fob |
Foc |
Fod |
Foe |
Fof |
Fog |
Foh |
Foi |
Foj |
Fok |
Fol |
Fom |
Fon |
Foo |
Fop |
For |
Fos |
Fot |
Fou |
Fov |
Fow |
Fox |
Foy |
Foz
Die Liste der Biografien führt alle Personen auf, die in der deutschsprachigen Wikipedia einen Artikel haben. Dieses ist eine Teilliste mit 40 Einträgen von Personen, deren Namen mit den Buchstaben „Fof“ beginnt.

## Fof

### Fofa
- Fofana, Aboubakar (* 1967), malischer Textilkünstler und Kalligraph
- Fofana, Aïcha (1957–2003), malische Schriftstellerin
- Fofana, Boubacar (* 1989), guineischer Fußballspieler
- Fofana, Boubacar (* 1998), französischer Fußballspieler
- Fofana, David Datro (* 2002), ivorischer Fußballspieler
- Fofana, Fodé (* 2002), niederländisch-guineischer Fußballspieler
- Fofana, Gueïda (* 1991), französischer Fußballspieler
- Fofana, Hassane (* 1992), italienischer Leichtathlet
- Fofana, Ibrahima Kassory (* 1954), guineischer Politiker
- Fofana, Isha (* 1965), gambische Künstlern
- Fofana, Ismaël Béko (* 1988), ivorischer Fußballspieler
- Fofana, Issiaka, ivorischer Radrennfahrer
- Fofana, Kajali, gambischer Politiker
- Fofana, Malick (* 2005), belgischer FußballspielerMalick Fofana (* 2005)

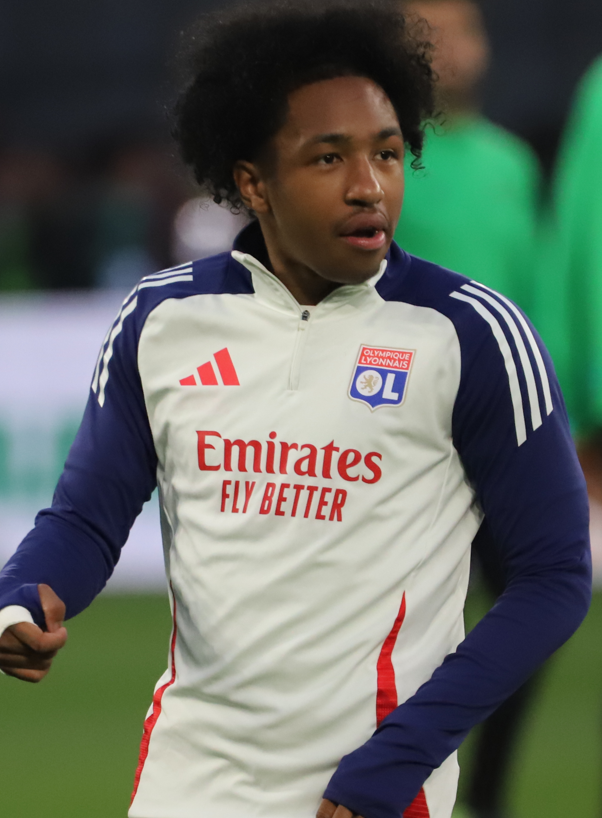
Malick Fofana (* 2005)

- Fofana, Mamadou (* 1998), malischer Fußballspieler
- Fofana, Mohamed (* 1985), französisch-malischer Fußballspieler
- Fofana, Mohamed (* 1985), guineischer Fußballspieler
- Fofana, Mohamed Saïd (* 1952), guineischer Politiker
- Fofana, Moinina (* 1950), sierra-leonischer Paramilitär
- Fofana, Moryké (* 1991), ivorischer Fußballspieler
- Fofana, Rayan (* 2006), französisch-ivorischer Fußballspieler
- Fofana, Rokya (* 1997), burkinische Hürdenläuferin
- Fofana, Sadik (* 2003), togoisch-deutscher Fußballspieler
- Fofana, Seko (* 1995), französischer Fußballspieler
- Fofana, Selim (* 1999), schweizerischer Basketballspieler
- Fofana, Seydou (* 1993), malischer Taekwondoin
- Fofana, Wesley (* 2000), französischer FußballspielerWesley Fofana (* 2000)

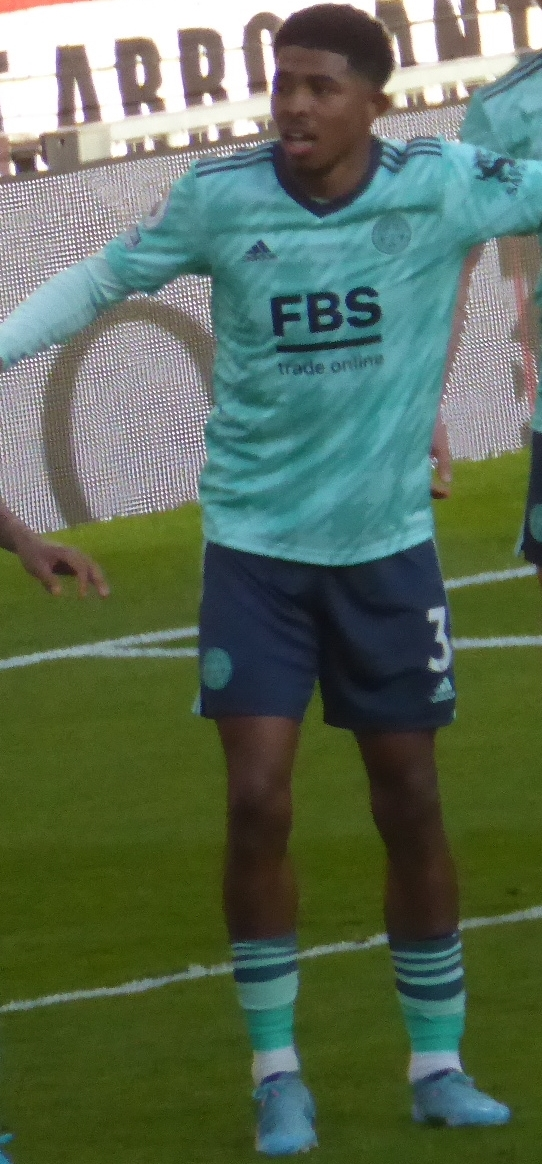
Wesley Fofana (* 2000)

- Fofana, Yahia (* 2000), französisch-ivorischer Fußballtorwart
- Fofana, Yaya (* 2004), ivorisch-malischer Fußballspieler
- Fofana, Yousouf Falikou (* 1966), ivorischer Fußballspieler
- Fofana, Youssouf (* 1999), französischer Fußballspieler
- Fofanah, Fatmata (* 1985), bahrainisch-guineische Hürdenläuferin
- Fofanow, Michail Jewgenjewitsch (* 1991), russisch-georgischer Eishockeyspieler
- Fofanowa, Margarita Wassiljewna (1883–1976), russische Bolschewikin

### Fofe
- Fofé, Joseph († 2010), kamerunischer Politiker und Diplomat

### Foff
- Foffa, Bonaventura (1828–1887), schweizerisch-österreichischer Ordensgeistlicher, Abt der Abtei Muri-Gries und Politiker, Landtagsabgeordneter

### Fofi
- Fofi, Goffredo (1937–2025), italienischer Autor
- Fofié, Martin Kouakou (* 1968), ivorischer Milizführer

### Fofo
- Fofonoff, Kati-Claudia (1947–2011), samisch-finnische Autorin und Übersetzerin
- Fofonow, Dmitri (* 1976), kasachischer Radrennfahrer